# Couche isotherme
Une couche isotherme est une couche dont le gradient de température est nul, c'est-à-dire que celle-ci reste constante avec l'altitude. En effet, dans la troposphère la température de l'air diminue normalement avec l'altitude, d'environ 6,5 °C par 1000 m.  Une telle couche peut se retrouver à n'importe quelle altitude et son épaisseur peut aller de quelques centaines à plusieurs milliers de mètres. Un exemple de couche isotherme est la tropopause.

## Effets
Une couche d'air isotherme, un cas limite de la couche d'inversion, est l'exemple d'une stabilité absolue de l'air qui rend les mouvements de convection d'ampleur très modeste et qui limite l'extension verticale d'un nuage. 
Lorsqu'elle part de la surface, elle ne permet aucune mouvement vertical, seulement un déplacement horizontal. Tout polluant produit dans cette couche y est ainsi emprisonné. Il est possible de calculer l'épaisseur d'une telle couche grâce à l'équation de l'atmosphère isotherme :
{\displaystyle p_{final}=p_{0}e^{-(\Delta z)/H_{0}}}
Où :
- p0 est la pression en bas de la couche ;
- {\displaystyle \Delta z} est l’épaisseur de la couche ;
- H0 une constante d'échelle = 8 km.